# جاين غيل
جاين غيل (بالإنجليزية: Jane Gail)‏ هي ممثلة أمريكية، ولدت في 16 أغسطس 1890 في سالم ، الولايات المتحدة، وتوفيت بنفس المكان في 30 يناير 1963.

## وصلات خارجية
- جاين غيل على موقع IMDb (الإنجليزية)
- جاين غيل على موقع أول موفي (الإنجليزية)
- جاين غيل على موقع قاعدة بيانات برودواي على الإنترنت (الإنجليزية)
- جاين غيل على موقع قاعدة بيانات الأفلام السويدية (السويدية)
- جاين غيل على موقع قاعدة بيانات الفيلم (الإنجليزية)
- جاين غيل على موقع كينوبويسك (الروسية)